# إدوارد تي هال
إدوارد تي هال (بالإنجليزية: Edward T. Hall)‏ هو عالم إنسان وأستاذ جامعي أمريكي، ولد في 16 مايو 1914 في ويبستر غروفز في الولايات المتحدة، وتوفي في 20 يوليو 2009 في سانتا فيه في الولايات المتحدة.

## وصلات خارجية
- الموقع الرسمي
- إدوارد تي هال على موقع الموسوعة البريطانية (الإنجليزية)
- إدوارد تي هال على موقع إن إن دي بي (الإنجليزية)